# Djibouti (land)

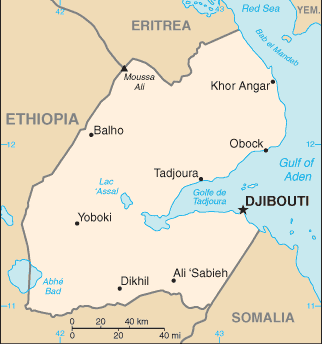
Kaart van Djibouti

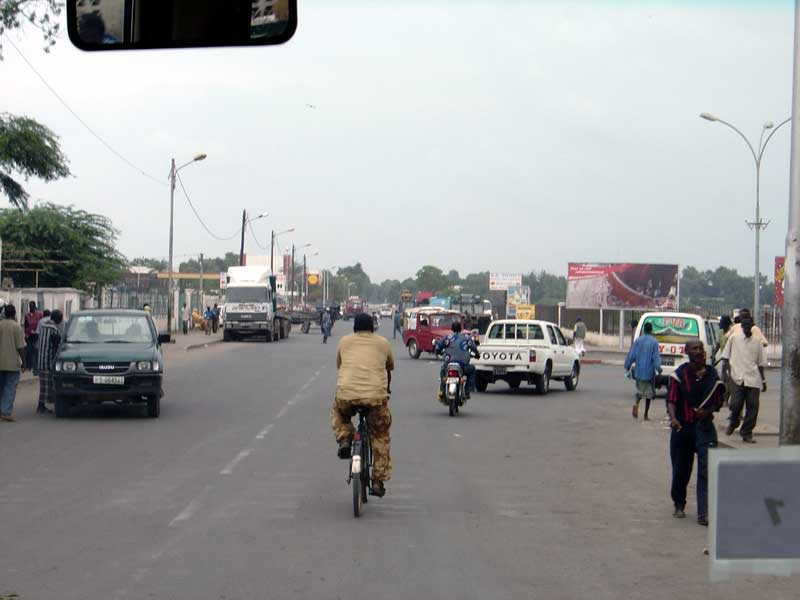
Typisch straatbeeld in de stad Djibouti. Winter 2005.

Djibouti (uitspraak: [djiˈbuti]; Somalisch: Jabuuti, Arabisch:جيبوتي Jībūtī), officieel de Republiek Djibouti (Somalisch: Jamhuuriyadda Jabuuti, Arabisch:جمهورية جيبوتي Jumhūriyyat Jībūtī), is een land gelegen in de Hoorn van Afrika. Het grenst aan Eritrea in het noorden, Ethiopië in het westen en zuiden, en Somalië in het zuidoosten en is strategisch gelegen aan een van de drukste scheepsroutes ter wereld. Djibouti grenst aan de Rode Zee en de Golf van Aden. Jemen, dat op het Arabisch Schiereiland ligt, is slechts 30 kilometer van de kust van Djibouti verwijderd.

## Geschiedenis
Djibouti heeft een lange geschiedenis. De oude Egyptenaren dreven al handel met de mensen van Poent wat hoogstwaarschijnlijk het Eritrea, Djibouti en Noord-Somalië van nu is. De inheemse Somalische bevolking woonde een lange tijd in hedendaagse Djibouti. Later vestigden de Afar zich in het gebied, een groep die nauw verwant is met de Somaliërs. Daarna kwamen de Arabieren die er tot op heden nog veel invloed hebben nagelaten.
In de 19e eeuw stichtte Frankrijk een kolonie in het gebied dat Frans-Somaliland genoemd werd door de Gadabuursi Sultan Haji Dideh. In 1967 werd deze naam gewijzigd in Afar- en Issaland (Territoire français des Afars et Issas), ter onderdrukking van de Gadabuursi die tegen de Franse bezetting waren en op deze manier buiten spel werden gezet. In 1977 werd dit gebied zelfstandig onder de naam Djibouti. Sinds 2000 versterkte Djibouti zijn banden met China.
Een vredesakkoord in 2001 beëindigde de laatste fase van een tien jaar durende opstand door Afar-rebellen.
Sinds de onafhankelijkheid wordt de staat bestuurd door één familie. De huidige president (sinds 1999) is Ismaïl Omar Guelleh, een steunpilaar van de Verenigde Staten. Met de voormalige protector Frankrijk ligt er de nodige conflictstof, met name op het gebied van de mensenrechten. Een protestbeweging (uitvloeisel van de Arabische Lente) werd in februari 2011 de kop ingedrukt.

## Geografie
- Lengte landgrenzen: Eritrea 109 km, Ethiopië 349 km, Somalië 58 km
- Kustlijn: 314 km
- Rivieren: Essalou, Ouâhayyi, Sadaï
- Laagste punt: Assalmeer -155 m (tevens het laagste punt in Afrika)
- Hoogste punt: Mousa Ali 2028 m

## Bevolking

### Etnische groepen
Het land bestaat hoofdzakelijk uit twee etnische groepen; de Somaliërs met 60% en de Afar met 35%. De overige vijf procent bestaat hoofdzakelijk uit Arabieren, Ethiopiërs, Fransen en Italianen.
Het Somalische deel bestaat voor een meerderheid uit de Dir, hieronder vallen de substammen Issa- en de Gadabuursi-clan (voornamelijk de Samaroon subclan); daarnaast is er een minderheid van Isaaq-clans.

### Religie
De bevolking is overwegend soennitisch-islamitisch. Negenennegentig procent van de oorspronkelijke bevolking (Somaliers en Afars) is moslim. Na de komst van de Fransen en verschillende etnische groepen uit Ethiopië kreeg ook het christendom in Djibouti enige aanhang. De Katholieke Kerk in Djibouti telt ongeveer 7.000 leden en vormt een bisdom dat het hele land beslaat.

### Armoede
Volgens het Ontwikkelingsprogramma van de Verenigde Naties leeft in Djibouti circa 20 % van de bevolking van minder dan 1,25 US$ per dag. De CIA World Factbook schatte dat in 2007 42% van de bevolking onder de armoedegrens leefde.

## Staatsinrichting
- Staatshoofd: President Ismaïl Omar Guelleh (sinds 8 mei 1999)
- Regeringsleider: Premier Abdoulkader Kamil Mohamed (sinds 1 april 2013)
- Parlement: Nationale Vergadering (65 zetels, termijn van 5 jaar)
- Bestuurlijke indeling: vijf regio's en één stad

## Internationaal
Djibouti ligt in oostelijk Afrika en wordt door de Golf van Aden en de Rode Zee gescheiden van het Arabisch Schiereiland. In enge zin wordt Djibouti dan ook niet tot het Midden-Oosten gerekend, in ruime zin kan het hier wel toe gerekend worden. Verder wordt het land gerekend tot de Arabische wereld en de MENA-regio.
Djibouti heeft hechte relaties met voormalige kolonisator Frankrijk, dat voor structurele ondersteuning op het gebied van veiligheid en economie zorgt door middel van verschillende militaire en economische overeenkomsten. In 1996 vestigde de gerevitaliseerde organisatie van zeven Oost-Afrikaanse staten, de Intergovernmental Authority on Development, haar secretariaat in Djibouti. Deze organisatie heeft een mandaat gekregen om de regionale samenwerking en economische integratie van de betrokken landen in deze regio te bevorderen. In 2000 kwamen na drie jaar van onvoldoende regen 50.000 slachtoffers van droogte naar Djibouti. China investeert economisch in het land en heeft er een toenemende invloed.
Ook voor de Verenigde Staten is Djibouti van relatief belang. Dat land heeft namelijk een militaire basis op de luchthaven van de stad Djibouti, het Camp Lemonnier, dat het sinds 2001 voor lange termijn van Frankrijk huurt.
Het land is lid van de volgende internationale organisaties:
- de Arabische Liga (sinds 4 september 1977)
- de Verenigde Naties (sinds 20 september 1977)
- La Francophonie (sinds 1977)
- de Organisatie voor Islamitische Samenwerking (sinds 1978)
- de Intergovernmental Authority on Development (sinds 1986)
- de Wereldhandelsorganisatie (sinds 31 mei 1995)
- de Afrikaanse Unie (sinds 9 juli 2002)
- de Organisatie voor het Verbod op Chemische Wapens (sinds 24 februari 2006)